# 埃爾門泰塔湖
埃爾門泰塔湖是非洲的鹹水湖，位於肯尼亚首都內羅畢西北約120公里的東非大裂谷東側，湖泊面積18平方公里，海拔高度1,670米，該湖在2005年受濕地公約保護。是世界遗产肯尼亚东非大裂谷的湖泊系统的一部分。